# Eleonora Gasparrini
Eleonora Camilla Gasparrini (Turijn, 25 maart 2002) is een Italiaans baan- en wegwielrenster.

## Carrière
Bij de junioren werd Gasparrini nationaal kampioene tijdrijden en op de weg in 2019. In 2020 werd ze Europees kampioene op de weg bij de junioren. Ook op de baan werd ze in 2019 Europees kampioene bij de junioren: in het omnium en de ploegenachtervolging. In 2021 en 2022 werd ze bij de beloften Europees kampioene in de ploegenachtervolging.
In 2021 werd ze derde in de Ronde van Drenthe, een wedstrijd op WorldTourniveau. In de Giro Donne werd ze dat jaar 64e. In 2022 won ze de MerXem Classic en werd ze tweede in de slotrit van de Simac Ladies Tour. Een week later werd ze derde in de AG Tour de la Semois.
Na twee seizoenen bij Valcar-Travel & Service maakte Gasparrini in 2023 de overstap naar UAE Team ADQ. In haar eerste seizoen bij de ploeg won ze een etappe in de Ronde van Zwitserland.

## Palmares
2019
 Italiaans kampioene op de weg, junioren
 Italiaans kampioene tijdrijden, junioren
2020
 Europees kampioene op de weg, junioren
2022
 Italiaans kampioene op de weg, beloften
MerXem Classic
2023
Jongerenklassement Setmana Ciclista Valenciana
Jongerenklassement RideLondon Classique
3e etappe Ronde van Zwitserland
2024
Trofeo Binissalem-Andratx
La Classique Morbihan
Jongerenklassement RideLondon Classique
 Europees kampioenschap op de weg, beloften
Grote Prijs van Stuttgart
2025
Grote Prijs van de Morbihan

## Resultaten in voornaamste wedstrijden
| Jaar | Ronde van Italië | Ronde van Frankrijk | Ronde van Spanje |
| ---- | ---------------- | ------------------- | ---------------- |
| 2021 | 64e              |                     |                  |
| 2022 |                  | opgave              |                  |
| 2023 |                  | 32e                 |                  |
| 2024 | 35e              |                     |                  |
| 2025 | 50e              | opgave              |                  |

| Jaar | Milaan-San Remo | Gent-Wevelgem | Ronde van Vlaanderen | Amstel Gold Race | Luik-Bast.‑Luik | Brabantse Pijl |  | WK op de weg |
| ---- | --------------- | ------------- | -------------------- | ---------------- | --------------- | -------------- |  | ------------ |
| 2021 |                 | opgave        | opgave               |                  | 71e             | 62e            |  |              |
| 2022 |                 | 23e           | 42e                  |                  |                 | 52e            |  |              |
| 2023 |                 | 72e           | 41e                  | 27e              |                 |                |  | opgave       |
| 2024 |                 | opgave        | 80e                  | 6e               |                 | 13e            |  |              |
| 2025 | opgave          |               | 46e                  | 39e              |                 | 4e             |  |              |

## Ploegen
- 2021 –  Valcar-Travel & Service
- 2022 –  Valcar-Travel & Service
- 2023 –  UAE Team ADQ
- 2024 –  UAE Team ADQ
- 2025 –  UAE Team ADQ

al Sayegh · Amialiusik · Baril · Bastianelli (tot 10/7) · Bertizzolo · Bujak · Consonni · Gasparrini · Harvey · Holden · Ivanchenko · Kumięga · Magnaldi · Persico · Tomasi · Trevisi
al Sayegh · Amialiusik · Bertizzolo · Bujak · Carbonari · Consonni · Gasparrini · Gillespie (vanaf 9/6) · Harvey · Holden · Ivanchenko · Kumięga · Magnaldi · Neumanová · Persico · Swinkels · Włodarczyk
al Sayegh · Amialiusik · Bäckstedt · Bertizzolo · Blasi (vanaf 14/5) · Chapman · Gasparrini · Gillespie · Holden · Ivanchenko · Longo Borghini · Magnaldi · Marturano · Neumanová · Persico · van Rooijen · Squiban · Swinkels · Włodarczyk